# Pfarrkirche Itter (Tirol)

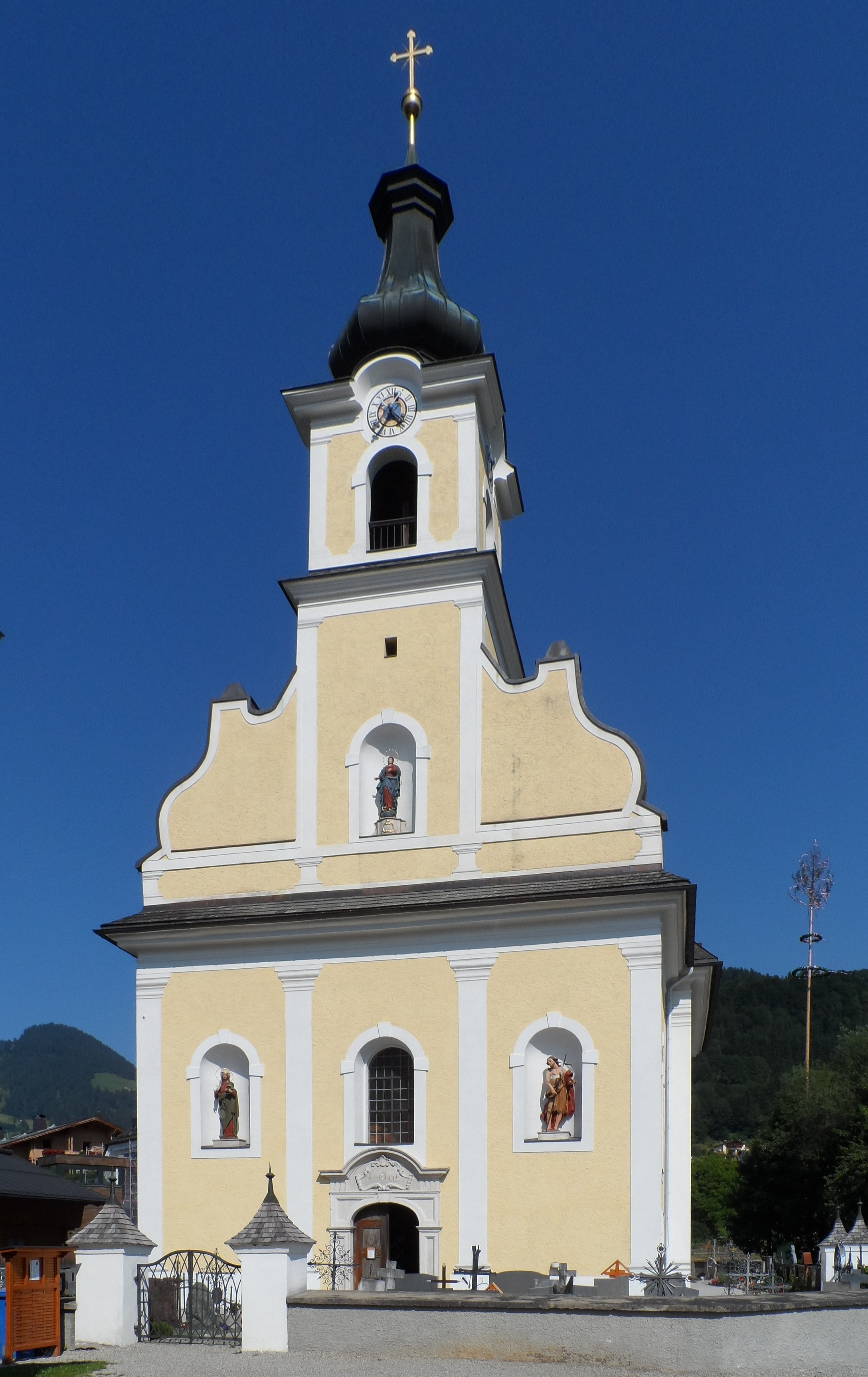
Westfassade der Pfarrkirche Itter

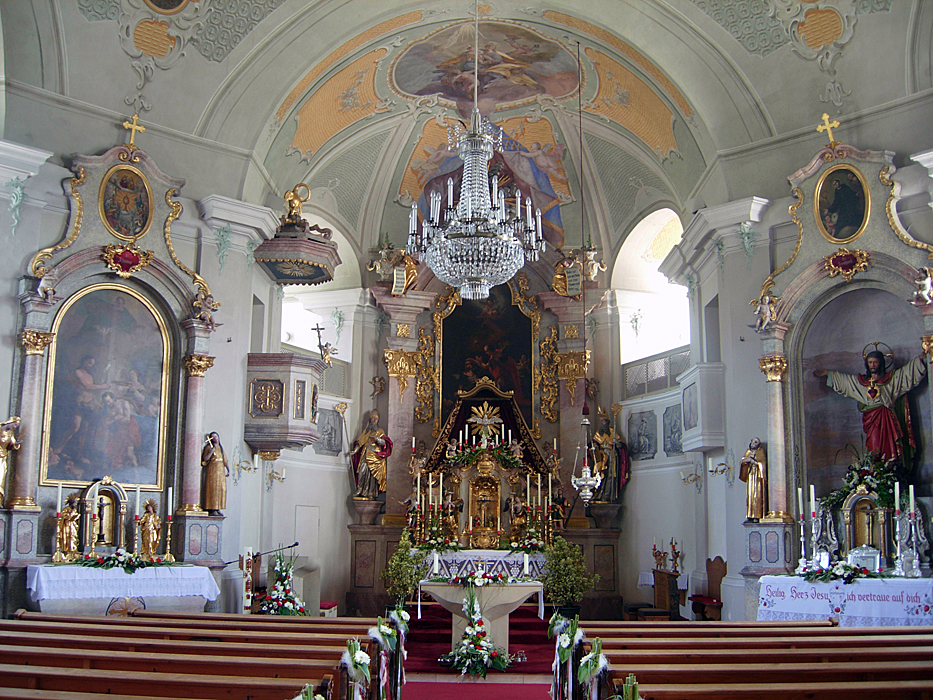
Innenansicht

Die römisch-katholische Pfarrkirche Itter steht in der Gemeinde Itter im Bezirk Kitzbühel in Tirol. Sie ist dem heiligen Josef geweiht und gehört zum Dekanat Brixen im Thale in der Erzdiözese Salzburg. Das Bauwerk steht unter Denkmalschutz.

## Geschichte
Als es in Itter noch keine Pfarrkirche gab, mussten Messen und andere kirchliche Feierlichkeiten in der Schlosskapelle des Schlosses Itter abgehalten werden. Nach jahrelanger Nutzung litten die Baulichkeiten des Schlosses zunehmend und zur Ur- und Zehentpfarre Kirchbichl war es ein weiter Weg. Nach langem Begehren erhielten die Bewohner von Itter vom damaligen Bischof von Salzburg, Sigismund von Schrattenbach, die Genehmigung für den Bau einer Kirche. Zur Hälfte wurde der Bau von ihm finanziert.
Die Kirche wurde nach Plänen des Salzburger Hofbauverwalters Wolfgang Hagenauer und dem Kitzbühler Baumeister Andreas Hueber zwischen 1762 und 1764 mit Hilfe der Bevölkerung  errichtet. Der Bau blieb bis heute in seiner damals errichteten Form mit Westturm unverändert.
Vor Baubeginn, 1761, war Itter ein Vikariat der Pfarre Kirchbichl. Im März 1811 erfolgte aufgrund bayrisch-napoleanischer Wirren die Zuteilung von Itter an das Pfarramt Brixen „quoad Decanalia“ (in Dekanatssachen). 130 Jahre später, 1891, wurde sie zur selbstständigen Pfarre erhoben.
1885 war die erste Renovierung notwendig. Von 1985 bis 1987 wurde eine zweite Innenrenovierung vorgenommen, die dem Kirchenhaus das heutige Bild verlieh.

## Architektur
Die Kirche weist die klassische Rokoko-Stilrichtung auf. Sie besteht aus einem einschiffigen etwa 25 m langen Saal, der mit einer Apsis abschließt. Die halbhohen Glasfenster bringen viel Licht in den Raum. Auf der Westseite befindet sich das Eingangstor. Der über das Dach herausragende Kirchturm ist mit einer Zwiebelhaube versehen. Oberhalb des Kirchenportals findet man drei überlebensgroße Figuren, rechts den Hl. Johannes mit Kreuzstab, links die Hl. Anna und unterhalb der Glockenstube die Heilige Maria. Diese mussten 2011 umfangreich saniert und restauriert werden. Eine an der Seite angebaute Sakristei, wie man sie von anderen Kirchen kennt, gibt es nicht. 

## Ausstattung
Die Hl. Familie wurde während der Bauzeit verehrt. Deshalb wird auch in der Hauptkuppel die Vermählung Mariens gezeigt. Die Innenkuppel ist von vier Medaillons umrahmt. Diese zeigen die Heimsuchung Mariens, die Anbetung der Hirten, die Darstellung Jesu im Tempel und den 12-jährigen Jesus mit den Tempelgelehrten, und das Schrattenbach’sche Wappen. Die Fresken wurden 1764 von Johann Weiß geschaffen.
Das Hauptaltarbild von Peter Anton Lorenzi aus dem Jahr 1770 zeigt den Hl. Josef im Traum zur Flucht nach Ägypten, beiderseits stehend die beiden Diözesanpatrone Rupert und Virgil. Am Gewölbe des Presbyteriums sieht man erneut den Hl. Josef, wie er das Jesukind der Welt entgegen hält. Unter den Oratorien werden die vier großen Kirchenlehrer – Ambrosius mit dem Bienenkorb, Gregor der Große mit Buch und Federkiel, Augustinus mit dem brennenden Herzen und Hieronymus mit dem Kardinalshut – dargestellt.
Der rechte Seitenaltar zeigt den Evangelisten Johannes, wie er als Verbannter auf der Insel Patmos die Mutter Gottes als „Unbefleckt Empfangene“ sieht, der linke Seitenaltar wird von der Taufe Jesu im Jordan geziert. Dieser Altar ist bald nach dem Bau durch Ablässe von Papst Clemens XIII. für ein „gottseliges Sterben“ bedacht gewesen. Im oberen Medaillon werden die Sieben Zufluchten dargestellt, dessen Motiv die Itterer zur Gründung der „Bruderschaft zu den Sieben Zufluchten“ (heute: Förderverein für eine gute Sterbestunde) veranlasste. Traditionsgemäß wird heute noch für jeden Verstorbenen nach dem Beerdigungstag ein Bruderschaftsgottesdienst gefeiert. Die Seitenaltarbilder wurden wie das Hochaltarbild 1770 von Peter Anton Lorenzi gemalt.
Links neben dem Hauptaltar befindet sich die eher einfach gestaltete Kanzel. An den Seitenwänden findet man rechts den gekreuzigten Jesu mit seiner Mutter, links in einem Medaillon die Muttergottes mit Jesu auf dem Arm. In den verbleibenden zwei Nischen direkt gegenüber den Seitenaltären steht jeweils ein Beichtstuhl.
Rechts vom Haupteingang ist der Petrusaltar aus der aufgelassenen Schlosskapelle aufgestellt, der die Szenen aus dem Leben des Simon Petrus zeigt. Auch die Kreuzwegbilder stammen von dort.

## Orgel
Oberhalb des Haupteinganges befindet sich die Orgel von Matthäus Maurachers Söhne aus dem Jahre 1898. Diese wurde 1999 saniert. Sie besitzt insgesamt elf Register.
| I Hauptwerk C–f3 |               |    |
| 1.               | Principal     | 8′ |
| 2.               | Gemshorn      | 8′ |
| 3.               | Gedackt       | 8′ |
| 4.               | Octav         | 4′ |
| 5.               | Spitzflöte    | 4′ |
| 6.               | Mixtur III-IV | 2′ |

| II Nebenwerk C–f3 |            |    |
| 7.                | Salicional | 8′ |
| 8.                | Philomela  | 8′ |
| 9.                | Dulcian    | 4′ |

| Pedalwerk C–d1 |            |     |
| 10.            | Subbass    | 16′ |
| 11.            | Octav-Bass | 8′  |

- Koppeln: II/I, I/P, II/P

## Glocken
Im Westturm der Pfarrkirche befindet sich ein vierstimmiges Geläute von der Glockengießerei Grassmayr aus Innsbruck. Die Glocken weisen die Salve-Regina-Tonfolge es1 – g1 – b1 – c2 auf. Die große und kleine Glocke wurden im Jahre 1922 angeschafft, die beiden anderen Glocken im Jahre 1947.